# Diversidad sexual en Egipto
Las personas LGTBI en Egipto se enfrentan a retos legales no experimentados por los residentes que no son LGBT.
De acuerdo a una encuesta realizada en 2013 por el Pew Research Center, el 95% de los egipcios creen que la homosexualidad no debe ser aceptada por la sociedad.
La prevaleciente oposición pública a la homosexualidad es de especial importancia en cómo el sistema jurídico egipcio lidia con la orientación sexual y la identidad de género

La ley egipcia criminaliza expresamente como delito a la homosexualidad o el travestismo, tiene varias disposiciones que tipifican como delito cualquier comportamiento o la expresión de cualquier idea que se considera inmoral, difamatorio u ofensivo para las enseñanzas de un reconocido líder religioso.
A la luz de la opinión pública, en forma de tradiciones culturales y religiosas, esta moralidad pública y leyes públicas basadas en el orden han sido utilizadas en contra de personas LGBT, así como cualquier persona que apoya actitudes liberales.

## Régimen de Mubarak
Durante la mayor parte del régimen de Hosni Mubarak, el gobierno egipcio no apoyó los derechos de la comunidad LGBT egipcia y, a partir de la década de 1990, se opuso a los intentos de las Naciones Unidas de incluir a la comunidad LGBT dentro de su misión de garantizar derechos humanos para todos. Mientras que el régimen de Mubarak no apoyó a los derechos LGBT, tampoco promulgó evidentes prohibiciones de la homosexualidad o el travestismo en el código penal.
Las sanciones penales contra los hombres gay y bisexuales tienden a no derivarse del código penal, sino de una forma complementaria de la ley, promulgada en 1961, para luchar contra la prostitución.
La ley contra la prostitución también prohíbe el "libertinaje", incluso si el acto no implica la trata de personas o prostitución.
El Tribunal Supremo egipcio interpretó que la prohibición de libertinaje servía para tipificar como delito las relaciones homosexuales consentidas entre adultos. Los infractores reincidentes de la ley pueden enfrentarse a un castigo más severo por lo que la ley contempla como "libertinaje habitual".
Además de la ley sobre la prostitución, otras leyes basadas en la moral o el orden dieron a la policía y a los jueces un margen considerable para multar o encarcelar a los hombres gay y bisexuales. Mientras que por décadas los arrestos habían sido periódicos bajo estas leyes, una forma más sistemática de represión parecía haber empezado en la primera parte del siglo XXI.
A partir del 2000, bajo el gobierno de Hosni Mubarak, estas leyes se utilizaron para participar en una forma más compleja y sistemática de represión contra los hombres homosexuales o bisexuales, o de cualquier persona que el gobierno considere que apoye los derechos LGBT.
En ese mismo año, la policía arrestó a una pareja gay egipcia y acusándoles de "violación de honor por amenaza" y "práctica inmoral y comportamiento indecente". Su abogado pidió que se retiren los cargos porque la homosexualidad no es un delito, pero el juez se negó con el argumento de que dos hombres, de hecho, había "ofendido" a los religiosos y a las normas morales. El incidente se mediatizó, y diversas figuras públicas promovieron la idea de ver la homosexualidad como un producto de la decadencia de Occidente y demandaron al gobierno que aplique penas de muerte a los homosexuales o que sean enviados a instituciones mentales para reformarse.
Pasado un año, el gobierno egipcio comenzó una represión pública de los hombres gay, haciendo incursiones en fiestas privadas, deteniendo a los presentes bajo las leyes antiprostitución y antilibertinaje. Esta ofensiva también utilizó cada vez más el código de "Orden y Moral Pública" para criminalizar a la sexualidad de los hombres gay y bisexuales. El código, promulgado originalmente en la década de 1990 para castigar a los estudiantes occidentales y los intelectuales liberales, ahora se utilizaba para castigar a los hombres gay y bisexuales.
La primera de estas incursiones fue en una fiesta náutica en El Cairo, donde 52 hombres gay egipcios fueron arrestados y acusados de violar estas vagas de leyes de moralidad pública. "Los 52 de El Cairo" fueron juzgados por la Ley de Prostitución y Libertinaje, así como el nuevo código de Orden y la Moral Pública.
El impacto de estas leyes en los hombres gay y bisexuales llamaron la atención del mundo por la Human Rights Watch.
Fue durante este tiempo que Human Rights Watch publicó un informe sobre las leyes utilizado por el gobierno egipcio para criminalizar la homosexualidad, la historia de estas leyes, el uso de la tortura contra los hombres gay y bisexuales por la policía, y de cómo estas leyes violan normas internacionales de derechos humanos.
Los 52 acusados fueron defendidos por organizaciones internacionales de derechos humanos como Human Rights Watch y Amnistía Internacional. Sin embargo, no tuvo apoyo interno organizado, se declararon inocentes, y fueron juzgados por los tribunales de seguridad del estado. Los miembros del parlamento alemán y el presidente francés pidieron al gobierno Egipcio respeto a los derechos humanos de sus ciudadanos LGTB. Veinte y tres de los acusados fueron condenados a penas de prisión con trabajos forzados, mientras que los otros fueron absueltos. Más hombres han sido detenidos en varias redadas en los homosexuales, mientras que los extranjeros tienden a ser puestos en libertad rápidamente.
En muchas situaciones recientes, los hombres están siendo arrestados por reunirse o intentar conocer a otros hombres adultos a través de Internet en diferentes salas de chat o tablones de mensajes. Este fue el caso el 20 de junio de 2003, cuando un turista israelí en Egipto, fue encarcelado por homosexualidad durante unos quince días antes de que fuese puesto en libertad y se le permitió regresar a Israel. El 24 de septiembre de 2003, la policía estableció puestos de control en ambos lados del puente Qasr al-Nil, que cruza el Nilo en el centro de El Cairo, un lugar popular para los hombres adultos para conocer a otros hombres para tener relaciones sexuales, deteniendo a 62 hombres.
En 2004, un universitario de 17 años fue sentenciado a 17 años de cárcel, incluyendo 2 años de trabajos forzados, por la publicación de un perfil personal en un sitio de citas gay.
La respuesta del gobierno egipcio a las críticas internacionales fue negar que se perseguían a personas LGTB o para defender sus políticas afirmando que la homosexualidad es una perversión moral.
En 2009, el periódico semanal egipcio Al Balagh Al Gadid fue censurado, y dos de sus periodistas fueron encarcelados por la impresión de un artículo que acusaba a los actores egipcios Nour El Sherif, Khaled Aboul Naga y Hamdi El Wazir de estar involucrados en una red de prostitución homosexual y sobornar a los agentes del gobierno para cubrir su participación.

## Después de Mubarak
Los derechos LGBT no estaban entre las reformas exigidas por cualquiera de los manifestantes o de otros disidentes durante la revolución de 2011. La constitución provisional, aprobada por los votantes en 2011, no se refiere específicamente a los derechos de la comunidad LGBT y el gobierno egipcio siguió oponiéndose a la declaración de las Naciones Unidas que condenan la discriminación antihomosexual y el acoso.
En 2013, el comediante Bassem Youssef dijo en The Daily Show, en una entrevista con Jon Stewart, que había sido acusado de "la propagación y la promoción de la homosexualidad y la obscenidad" por el gobierno de Morsi.
En noviembre de 2014, ocho hombres fueron condenados a tres años de prisión por cargos de difusión de imágenes indecentes, a raíz de la circulación de un vídeo de una ceremonia de matrimonio igualitario.
En diciembre de 2014, unos 26 hombres fueron detenidos en una casa de baños públicos después de que un presentador de televisión, Mona Iraquí, colaborase con la policía egipcia. El tribunal los absolvió.
En septiembre de 2017, en un concierto del grupo de rock Mashrou' Leila (cuyo cantante es abiertamente gay) algunos asistentes ondearon la bandera del arco iris y varios hombres fueron arrestados y acusados de libertinaje. Esto condujo a una amplia cacería de gais. Cincuenta y siete personas fueron encarcelados. Un hombre recibió seis años de prisión.

## Reconocimiento de las relaciones del mismo sexo
Las leyes personales y de la familia en Egipto (por ejemplo, las leyes de matrimonio, divorcio y herencia) se rigen por la ley religiosa de la persona o personas en cuestión. Como las leyes religiosas de todas las religiones oficialmente reconocidas en Egipto (el principal de entre ellos, el Islam y el Cristianismo copto) no reconocen a las relaciones homosexuales como legítimo, la ley egipcia sólo reconoce el matrimonio entre un hombre y una mujer. Los informes sugieren que si una relación homosexual se hace pública, la policía puede usar como evidencia en una acusación penal por las diversas leyes contra el Satanismo, la prostitución y la inmoralidad pública.

## Condiciones de vida
Hasta el 2001, el gobierno egipcio se negó a reconocer que la homosexualidad era la identidad sexual de algunos de sus habitantes, y después de ese año, sólo lo hizo para sacudirse las críticas de organizaciones de derechos humanos y políticos extranjeros.
Culturalmente, la mayoría de los ciudadanos egipcios son musulmanes, con lo que la religión domina sus relaciones sociales, y crea imperantes prejuicios y actitudes. La moral Islámica tradicional no tolera la homosexualidad. Según el Pew Research Center, el 95% de los egipcios creen que la homosexualidad no debe ser aceptado por la sociedad.
Mientras que el sistema jurídico egipcio está fuertemente influenciado por el derecho civil, el islam es la religión oficial del estado. De hecho, la más reciente Constitución establece que la ley Islámica debe ser la fuente principal de la legislación (Artículo 2).
La homosexualidad se ha vuelto más visible en Egipto gracias al auge de los medios sociales y las manifestaciones de la Primavera Árabe. Hubo una amplia cobertura de los medios egipcios de las celebraciones por el Día Internacional contra la Homofobia. En los últimos años ha habido también un aumento en el número de bares y cafés que atienden a los homosexuales en Egipto, como en Alejandría.

### Apoyo a los derechos LGBT
Los datos de las encuestas sugieren que sólo una minoría de los egipcios apoya los derechos LGBT.
Esta es la razón por la que los partidos políticos egipcios y las ONG de derechos humanos no expresan un apoyo público por estos derechos.
Uno de los pocos egipcios que públicamente muestran su apoyo a la comunidad LGBT ha sido Maher Sabry. Junto a sus esfuerzos en pro de los derechos humanos en nombre de "los 52 de El Cairo", también escribió una obra de teatro sobre la homofobia en Egipto y más tarde dirigió innovadora película egipcia All My Life.

### Medios de comunicación
Técnicamente, los temas LGBT no están prohibidas per se, en la prensa, ilustraciones u otras formas de medios de comunicación.
Sin embargo, la mayoría de las representaciones mediáticas de travestismo u homosexualidad han sido negativas de acuerdo con los valores culturales y religiosos tradicionales de la mayoría de los egipcios. 
Las representaciones más liberales de temas LGBT en películas y otras formas de medios tienden a estar sujetas a la censura del gobierno o crítica por parte de los conservadores sociales.
En 1978, la película egipcia de Youssef Chahine, Alexandria... Why?, presentó a un acaudalado egipcio que tiene una aventura con un soldado británico. 
En 1999, la representación pública de una obra de Maher Sabry, que exploraba la homofobia, fue cerrada por el gobierno, después de algunas actuaciones. En 2008, Sabry dirigió dirigió una innovadora película independiente sobre un hombre gay egipcio, lo que provocó protestas de los clérigos y funcionarios del gobierno que querían que la película quedara prohibida, y sino destruida.
Un periódico semanal llamado Al Balagh Al Gadid fue clausurado y dos periodistas encarcelados por publicar una historia que acusaba a los actores egipcios Nour El Sherif, Khaled Aboul Naga y Hamdi El Wazir de sobornar a los agentes de policía con el fin de encubrir su participación con la prostitución homosexual.
Del mismo modo, cuando una película egipcia o algún programa de televisión que se ocupa de la temática LGBT y tiende a hacerlo en forma negativa, incluso así genera controversia entre los conservadores. Películas recientes como Uncensored (2009), Out of Control (2009), A Plastic Plate (2007) y El edificio Yacobián (2006) describen muchos diferentes tabúes dentro de la sociedad egipcia, incluyendo la homosexualidad, que promovió convocatorias públicas de los conservadores para censurar o prohibir la exhibición de estas producciones.
En 2014, Family Secrets se estrenó en el Dubai Film Festival y en Egipto, y fue considerado como la primera película egipcia y árabe sobre la vida de una joven de dieciocho años que luchaba con su orientación sexual, y el estigma social que rodea a la homosexualidad. El director obtuvo titulares de la prensa internacional cuando se negó a que la junta egipcia de censura solicitase que se elimine ciertas escenas en la película.

## Salud

### VIH/SIDA
La pandemia llegó a Egipto en la década de 1980, aunque los esfuerzos de salud pública fuesen dejados a las ONG hasta la década de 1990, cuando el gobierno comenzó iniciativas políticas y programas en respuesta ante la amenaza del virus.
En 1996 el Ministerio de Salud estableció una línea nacional de ayuda contra el SIDA. Una historia de portada de "Egipt Today" de 1999 trata sobre la pandemia del VIH/SIDA en Egipto y el hecho de que comúnmente se ve como algo causado por extranjeros, homosexuales o usuarios de drogas. El artículo también mencionaba que se hablaba de una organización LGBT que se estaba creando para ayudar a la comunidad homosexual egipcia, y aunque se publicó un folleto sobre sexo seguro para personas del mismo sexo, la organización nunca se creó y la ignorancia acerca de la pandemia es común.
En 2005, el gobierno empezó a permitir el carácter confidencial de las pruebas del VIH, aunque la mayoría de la gente teme dar positivo en la prueba resultará en ser etiquetado como un homosexual y por lo tanto, de facto, un criminal. Algunos egipcios tienen acceso a estos equipos de prueba traídos de los Estados Unidos, pero la mayoría sufren una falta de información precisa acerca de la pandemia y la atención de calidad si llegan a ser infectados.
En 2007, el gobierno emitió una película educativa sobre VIH/SIDA en Egipto, con entrevistas de los miembros del Ministerio de Salud, médicos y enfermeras.